# Liste der Monuments historiques in Buxières-sous-les-Côtes
Die Liste der Monuments historiques in Buxières-sous-les-Côtes führt die Monuments historiques in der französischen Gemeinde Buxières-sous-les-Côtes auf.

## Liste der Immobilien
| Bezeichnung          | Beschreibung        | Standort                                     | Kennzeichnung | Schutzstatus | Datum | Bild           |
| -------------------- | ------------------- | -------------------------------------------- | ------------- | ------------ | ----- | -------------- |
| Menhir von Woinville | aus dem Neolithikum | Woinville, am nordwestlichen Ortsrand (Lage) | PA55000021    | Inscrit      | 2000  | weitere Bilder |

## Liste der Objekte
| Bezeichnung                                       | Beschreibung | Standort                                                 | Kennzeichnung | Schutzstatus | Datum | Bild |
| ------------------------------------------------- | --- | -------------------------------------------------------- | ------------- | ------------ | ----- | ---- |
| Drei Kanontafeln                                  | Pergament, bemalt, bezeichnet 1875; im Centre départemental d’art sacré in Saint-Mihiel deponiert                  | Woinville, in der Kirche St-Pierre (Lage)                | PM55002558    | Inscrit      | 2003  |      |
| Orgel                                             | Haupteintrag für PM55002674                                                                                        | Buxières-sous-les-Côtes, in der Kirche St-Georges (Lage) | PM55002673    | Inscrit      | 1992  |      |
| Orgelprospekt                                     | 1898 von Eugène Vallin gebaut                                                                                      | Buxières-sous-les-Côtes, in der Kirche St-Georges (Lage) | PM55002674    | Inscrit      | 1992  |      |
| Chorhemd                                          | Stoff, bestickt, zweite Hälfte des 19. Jahrhunderts; im Centre départemental d’art sacré in Saint-Mihiel deponiert | Buxières-sous-les-Côtes, in der Kirche St-Georges (Lage) | PM55001666    | Inscrit      | 1995  |      |
| Gemälde Mystische Hochzeit der heiligen Katharina | Ölfarbe auf Leinwand, vergoldeter Holzrahmen, 17. Jahrhundert                                                      | Buxières-sous-les-Côtes, in der Kirche St-Georges (Lage) | PM55000859    | Classé       | 1991  |      |